# Херсонский, Хрисанф Николаевич
Хриса́нф Никола́евич Херсо́нский (3 (15) июля 1897, село Курово, Московская губерния — 26 марта 1968) — советский сценарист, критик, драматург и прозаик. Член Союза писателей, автор книг о кино и выдающихся деятелях советского театра — Евгении Вахтангове и Борисе Щукине.

## Биография
Родился в 1897 году в селе Курово Московской губернии. Окончил два курса Московского коммерческого института, учился в студии Мейерхольда (Государственные высшие режиссёрские мастерские). Участник Гражданской войны в России, служил в 1-м Московском революционном отряде Красной гвардии. Работал секретарём в журнале «Рабочий контроль», с 1918 года — в газете «Известия ВЦИК», журнале «Красная нива». Организатор I Московской конференции театральной молодёжи (1920). В 1922—1924 годах — заведующий отделом культуры, театральным отделом «Известий ВЦИК» («Известий ЦИК СССР и ВЦИК»). Член правления Ассоциации революционной кинематографии (АРК) (1924). В 1925—1926 годах — член редакционной коллегии, заведующий редакцией «Кино-журнала АРК». Затем работал в издательстве «Теа-Кино-Печать», заведующим редакцией журнала «Советский экран» (1929). Печатаясь с 1918 года, был автором свыше тысячи работ, среди которых статьи, рецензии, рассказы, очерки, киносценарии. В середине 1930-х годов работал в качестве художественного руководителя Экспериментальной мультипликационной мастерской при Главном управлении кинофотопромышленности (ГУКФ) при СНК СССР, читал лекции по мультипликации студентам режиссёрской академии ВГИК.
С 1955 по 1960 год Хрисанф Николаевич был членом редакционной коллегии альманаха «Рыболов-спортсмен» и активно работал над выпуском с пятой по пятнадцатую книги. Будучи страстным рыболовом, написал несколько рассказов на рыболовную тематику, первый из которых — «Неотразимая мормышка» — был опубликован в сборнике «На охоте» в 1949 году. В самом же альманахе опубликовано десять его больших рассказов, очерков и статей, среди которых «Страницы воспоминаний», «Слепой рыбак», «Реки найдут защиту», «У светлой воды».
Написал сценарии фильмам «Песнь на камне» (Госкино (1-я фабрика), 1926), «Свои и чужие» (Совкино, 1928), «Труба трубит тревогу» (Госкинпром, 1931) и «Муму» (Мосфильм), 1959).
Урна с прахом захоронена в колумбарии Донского кладбища.

## Семья
Жена — актриса немого кино Тамара Фридриховна Адельгейм.